# 恋愛家庭教師ルルミ★Coordinate!
『恋愛家庭教師ルルミ★Coordinate!』（れんあいかていきょうしるるみ★こーでぃねーと）とは、ビジュアルアーツのブランドのひとつであるriffraffより2011年8月26日に発売されたアダルトゲームソフトである。原画は鈴井ナルミ。

## 解説
riffraffの商業進出作で、同人サークル時代の代表作である『恋愛家庭教師ルルミ』のリメイクとなる。
コミュニケーションの重要性をテーマにした今作には恋愛やファッションなどの講座があり、中には実用性のあるものも含まれる。
作中の架空の街、「御子屋市」のモデルは愛知県名古屋市であり、背景CGに実際の名古屋市の街並みを模したものが使われている。

## あらすじ
家に引きこもっていた黒川鮎久のもとに、"恋愛家庭教師"東別院 ルルミ が現れた。
鮎久を社会復帰させるためにやってきたという彼女と出会ったその日から、彼の日常は変化していった。

## 登場人物
登場人物の苗字は名古屋市営地下鉄の駅名から採られている。
黒川 鮎久
主人公。御子屋市に住む大学生。萌え系が大好きないわゆるオタク。対人コミュニケーションに難があり、自室に引きこもりネットサーフィンをして一日を過ごすことが多い。
東別院 ルルミ （ひがしべついん るるみ）
CV：木野原さやか
鮎久のもとにあらわれた恋愛家庭教師。明るい性格だが、やや強引。鮎久に手を焼きながらも更生させるため奮闘する。
新瑞橋 真菜 （あらたまばし まな）
CV：手塚りょうこ
ルルミのライバルたる恋愛家庭教師。ルルミとは生徒への指導方針でよく衝突する。
黒川 雫 （くろかわ しずく）
CV：鈴谷まや
鮎久の義妹で、現在は学校で寮生活をしているが、たまに自宅に戻ってくる。
野並 穂佳 （のなみ ほのか）
CV：涼森ちさと
ネットを通じて鮎久が出会ったオタクな引きこもりの女性。
鮎久のように無為に過ごしているわけではなく、オンライントレードなどで生計を立てており、家事もこなせている。
長い髪で左目を隠している。
高岳 ちえり （たかおか ちえり）
CV：小倉結衣
心優しき令嬢で、鮎久とは大学の同期にあたる。ほんわかした性格だが、天然扱いされかかっていることに少々不満を覚えている。
池下 寧々 （いけした ねね）
CV：一比未子
レッスンの一環として鮎久らが訪れた店の店員。
伏見 カレン （ふしみ かれん）
CV：桜城ちか
ルルミと真菜の上司で、優しそうな雰囲気を漂わせているが、ルルミらからは恐れられている。
黒川 卯月 （くろかわ うづき）
CV：水神楓
雫の実母で、鮎久の義母にあたる。幼い見た目が特徴。
矢田 百合子 （やだ ゆりこ）
CV：民安ともえ
高岳家のメイドで、ちえりの父親よりも、ちえりのことを溺愛している。